# Bolostromoides summorum
Bolostromoides summorum là một loài nhện trong họ Cyrtaucheniidae. Loài này phân bố ờ Venezuela.